# لبشر
لبشر (به انگلیسی: Labshare) یک دانشگاه است که استرالیا واقع شده‌است.